# Coppettazione

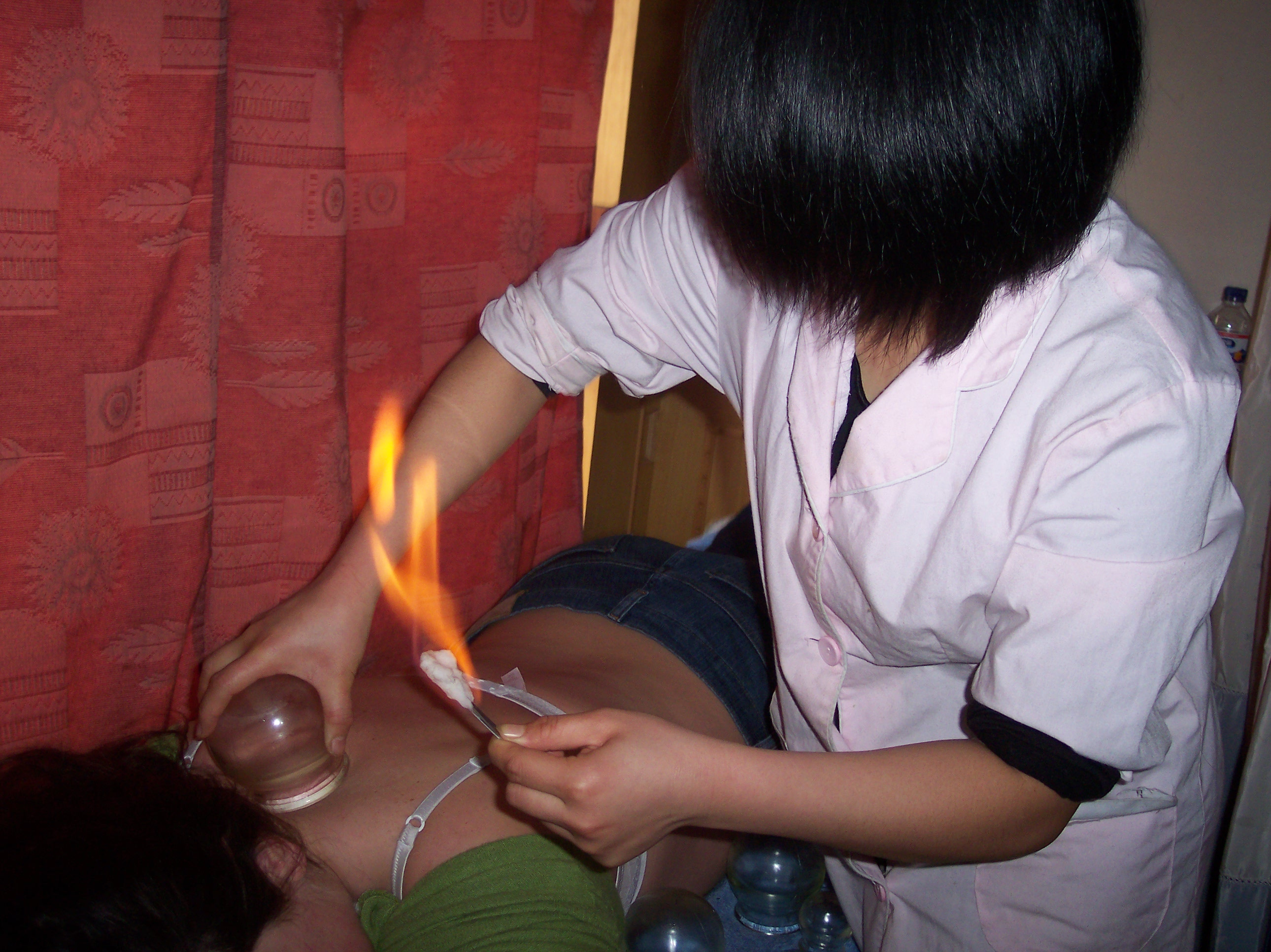
Una persona riceve la coppettazione con il fuoco

La coppettazione è una forma di medicina alternativa in cui viene creata un'aspirazione locale sulla pelle. Fa parte delle pratiche terapeutiche esterne proprie della medicina cinese (come ad esempio il Massaggio cinese TuiNa o la Moxibustione).
Non vi è alcuna prova valida che la coppettazione abbia alcun beneficio per la salute, ma secondo la tradizione definirebbe il tuo stato di salute. Però vi sono alcune evidenze che possa provocare delle ustioni.  Essa è considerata una forma di pseudoscienza.

## Descrizione
Attraverso un risucchio pressorio, la pelle viene aspirata all'interno del vasetto creando un vuoto nel vasetto posto sulla pelle nella zona desiderata. Il vuoto può essere creato riscaldando e raffreddando l'aria all'interno del vasetto, oppure attraverso l'uso di una pompa meccanica. Il vasetto rimane in posizione per un intervallo di tempo che va dai cinque ai quindici minuti. Alcuni ritengono che aiuti nel trattamento del dolore, dei tessuti cicatrizzati profondi muscolari, del tessuto connettivo, dei nodi muscolari e del gonfiore: l'efficacia di questa tecnica non è però mai stata provata.

## Efficacia

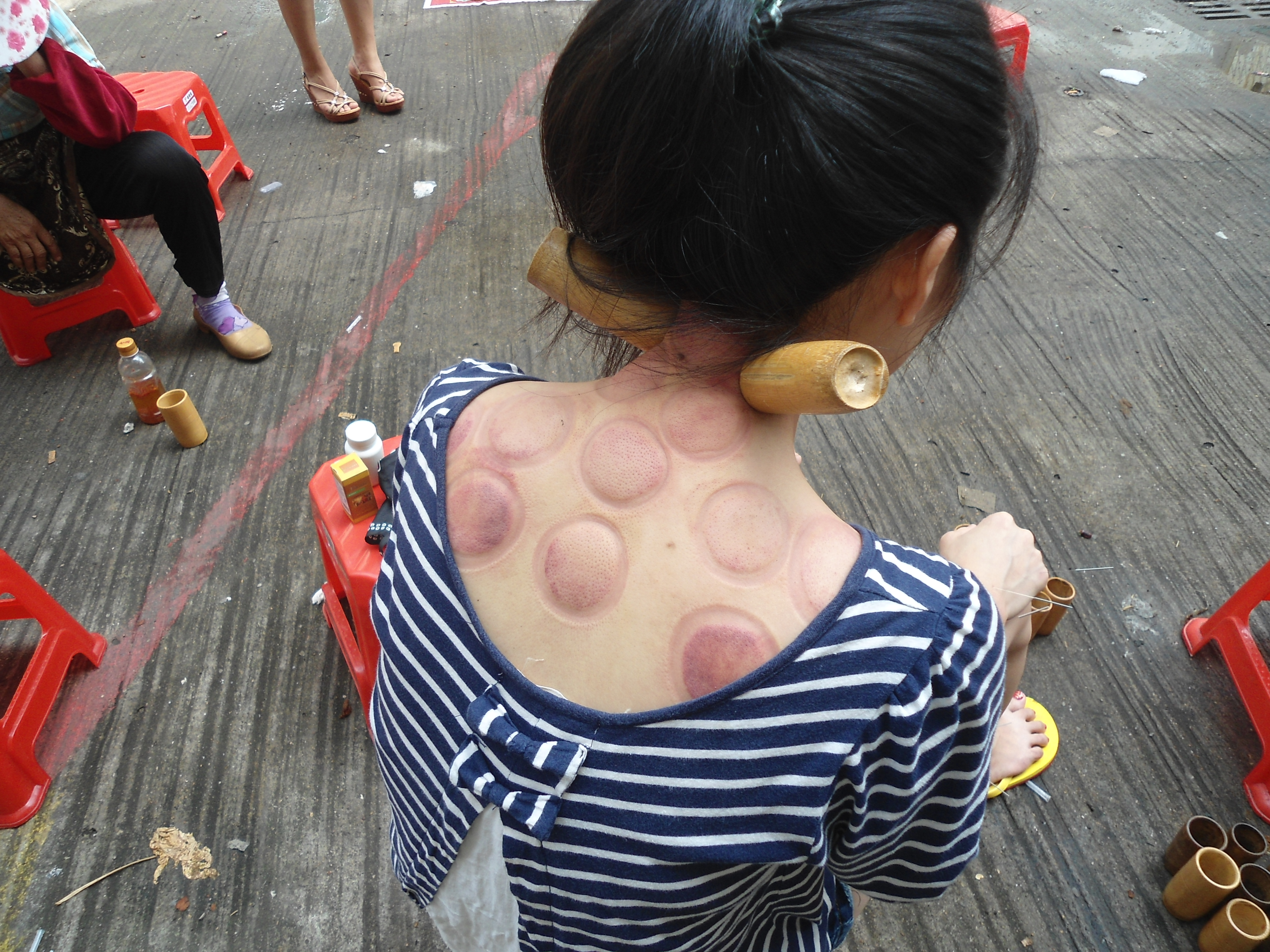
Una donna che ha ricevuto la coppettazione col fuoco in una strada a Haikou (Provincia di Hainan, Cina).

Attualmente la pratica della coppettazione è scarsamente supportata da prove scientifiche. Simon Singh e Edzart Ernst, nel libro del 2008 Aghi, pozioni e massaggi, affermano che non esistono prove di eventuali benefici della coppettazione per nessun tipo di patologia. Un articolo del 2011 ha individuato una minima azione sulla cura del dolore, ma questo o altri effetti positivi potrebbero essere ricondotti ad un effetto placebo.
Sebbene alcuni propongano la coppettazione come trattamento alternativo contro il cancro, l'American Cancer Society sottolinea come “le prove scientifiche disponibili non supportano l'affermazione che la coppettazione abbia dei benefici per la salute” e inoltre che il trattamento comporta un piccolo rischio di ustioni.

## Effetti collaterali e controindicazioni
La coppettazione è in generale sicura quando fatta da professionisti sanitari qualificati su persone che sono in buona salute. Il trattamento non è raccomandato per persone con problemi di salute a causa degli effetti collaterali. La sostituzione dei trattamenti tipici con la coppettazione non è raccomandata. La coppettazione può causare lividi, ustioni, dolore oppure infezioni della pelle.
Le ricerche indicano che questa pratica è dannosa, specie nelle persone che sono magre oppure obese. Secondo Jack Raso (1997), la coppettazione causa l'espansione capillare, l'accumulazione eccessiva di liquidi nei tessuti, e la rottura dei vasi sanguini.
In linea generale la coppettazione viene evitata nelle persone eccessivamente asteniche, nelle malattie croniche consuntive, nelle persone con pelle troppo flaccida, su zone eritematose, su ferite recenti e su eminenze ossee troppo pronunciate.

## Accettazione
La coppettazione è generalmente praticata senza supervisione da persone senza alcun background medico. La medicina tradizionale persiana in Iran applica la tecnica della coppettazione bagnata con la convinzione che la coppettazione con scarificazione possa eliminare le cicatrici, mentre la coppettazione senza scarificazione possa purificare il corpo attraverso gli organi (Nimrouzi et al., 2004). Le persone con un profondo interesse in questa pratica sono religiose e cercano purificazione.
La coppettazione è stata pubblicizzata grazie alla sua popolarità tra le celebrità dello sport americane come ad esempio, DeMarcus Ware, giocatore del National Football League, gli olimpionici Alexander Nadour, Natalie Coughlin e Michael Phelps.  Il medico Brad McKay ha scritto che la squadra americana stava facendo un grande disservizio ai loro fan che potrebbero “seguire il loro esempio”, chiamando la coppettazione “una terapia tradizionale (ma inutile) e antica.” David Gorski, chirurgo praticante dice, “è tutto rischio per nessun beneficio. Non c'è posto per questa pratica nella medicina moderna.”
Harriet Hall, Mark Crislip, Simon Singh e Edzard Ernst, critici della medicina alternativa chiamano la coppettazione “pseudoscienza sciocca”, “moda delle celebrità” e “un'assurdità”. Essi affermano che non vi è alcuna prova che la coppettazione funzioni meglio di un placebo. Farmacologo David Colquhoun scrive che la coppettazione è “ridicola... e del tutto inverosimile.”

## Storia e caratteristiche

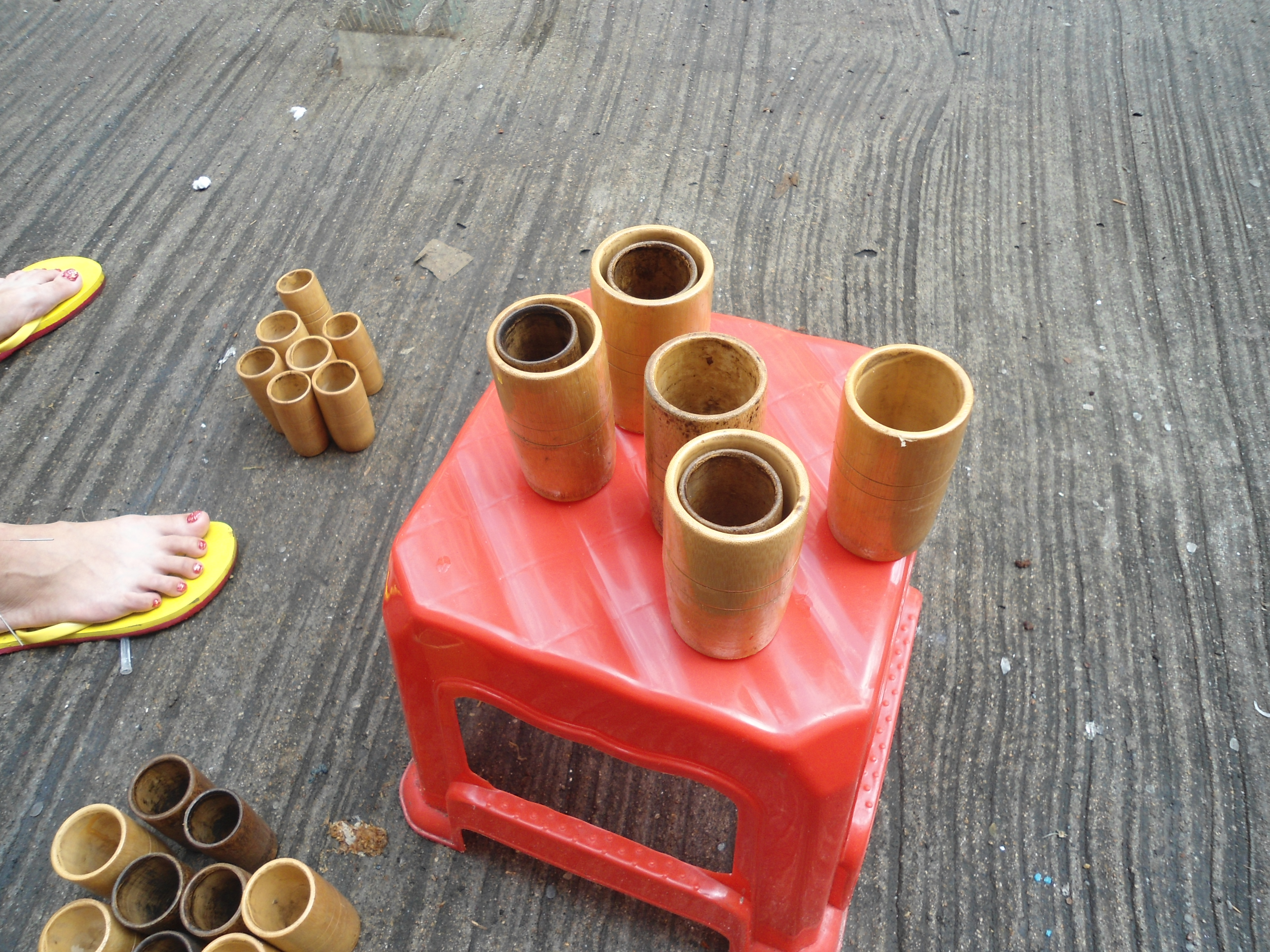
Vasetti di bambù

Introdotta verso il II secolo d.C., la coppetta è costituita da un vasetto di vetro o ceramica o bambù del diametro di 5 cm circa che viene applicata sulla cute in precisi punti o aree per ottenere l'effetto terapeutico. Tuttavia, esistono una varietà di strumenti utilizzati, i metodi della creazione della bassa pressione e delle procedure seguite durante il trattamento.
La coppettazione non ha una base scientifica e sembra efficace solo nel controllo del dolore, nonostante anche per questa indicazione le evidenze di efficacia siano piuttosto deboli. La tecnica non è esente da effetti collaterali (anemia, iperpigmentazione, embolia, ustione, panniculite, ascessi cutanei e meningei).

## Tecniche e applicazioni
In linea di massima, ci sono due tipologie di coppettazione: coppettazione asciutta e coppettazione sanguinante o bagnata (sanguinamento controllato); la seconda tipologia è più comune. Nessuna delle due tipologie ha alcun beneficio per la salute verificabile. La preferenza di una tipologia varia al variare della cultura e di colui che pratica la tecnica.

### Coppettazione asciutta

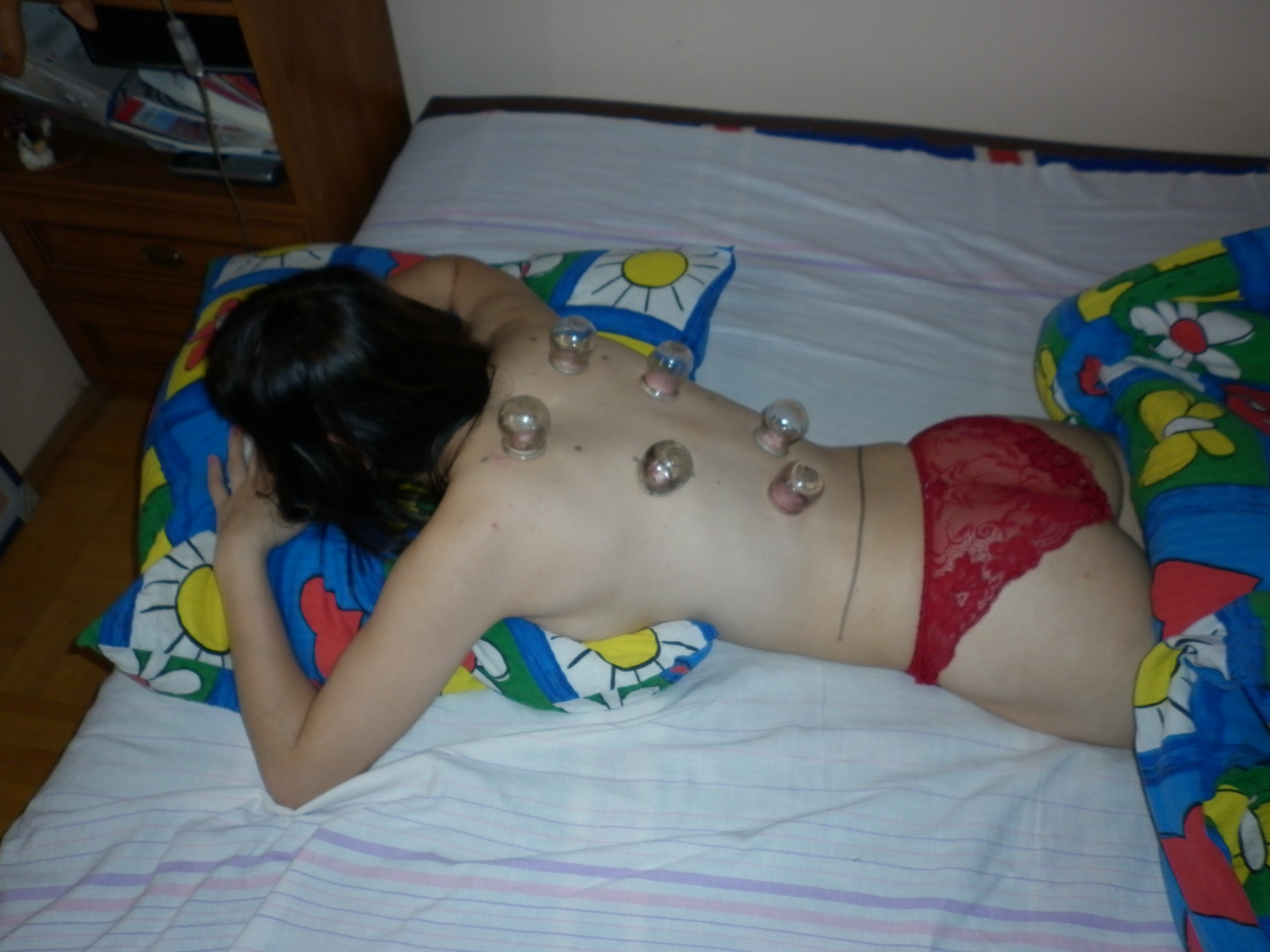

La coppettazione generalmente consiste nel creare una piccola zona di bassa pressione dell'aria vicino alla pelle. Tuttavia, esistono una varietà di strumenti utilizzati, i metodi della creazione della bassa pressione e delle procedure seguite durante il trattamento.
La bassa pressione richiesta può essere creata riscaldando il vasetto o l'aria al suo interno con una fiamma o con un bagno in oli profumati caldi e poi posizionandolo sulla pelle. Con il raffreddamento dell'aria all'interno del vasetto, si contrae e attira la pelle leggermente all'interno del vasetto. Recentemente, il vuoto viene creato con una pompa meccanica che agisce attraverso una valvola posizionata sopra il vasetto. Sono disponibili dei vasetti di gomma che permettono di eliminare l'aria al loro interno e si adattano a superfici irregolari o sulle ossa.
Generalmente, i vasetti sono utilizzate prevalentemente su tessuti morbidi che permettono la formazione di un buon sigillo con il bordo del vasetto. I vasetti possono essere utilizzati singolarmente oppure numerosi per coprire una superfici più estesa. Possono essere utilizzati soli oppure sopra un ago di agopuntura. La pelle può essere lubrificata, permettendo al vasetti di spostarsi lentamente sulla pelle.
Dipendendo dal trattamento specifico, la pelle viene segnata alla rimozione del vasetto. Questi segni possono essere una semplice anello rosso che scompare velocemente; la decolorazione lasciata dal vasetto è generalmente causata da lividi specialmente se i vasetti vengono spostati sulla pelle per spezzare le fibre muscolari. I trattamenti sono, tipicamente indolori.

### Coppettazione con il fuoco
L'applicazione può avvenire in due modi principali:
- accendendo un fiammifero introducendolo all'interno della coppetta in modo che l'aria presente all'interno di essa riscaldandosi, si espanda, raffreddandosi e ricontraendosi poi allo spegnimento dello stesso e creando una bassa pressione con un effetto di risucchio. Il fiammifero rimarrà all'interno della coppetta per almeno un secondo intero e, dopo aver fatto ciò, con rapido movimento la si applica sul punto prescelto. Se si tardasse troppo tempo ad applicare la coppetta sulla pelle, l'aria nella coppetta si raffredderebbe subito richiamando altra aria circostante e si perderebbe l'effetto di aspirazione necessario per farla aderire alla cute. Il principio per il quale la coppetta aderisce alla cute, infatti, è l'effetto di risucchio citato.
- inserendo all'interno della coppetta un piccolo batuffolo di cotone intriso d'alcol etilico al quale viene dato fuoco. Il calore generato dal fuoco farà espandere l'aria creando una ridotta pressione. Trascorso un secondo circa dopo l'accensione del batuffolo, la coppetta deve essere applicata. Il fuoco al suo interno si spegnerà all'istante, soffocato dalla mancanza di ossigeno bruciato rapidamente nella coppetta. Se si tardasse troppo la coppetta si riscalderebbe eccessivamente arrecando danno alla cute del paziente.[19][20][21][22]

Qualsiasi sia stata la metodica utilizzata, la coppetta deve essere applicata perpendicolarmente alla cute per evitare che l'aria circostante penetri da un bordo della coppetta, vanificando la manovra per creare l'effetto aspirante.
Una volta applicata, la coppetta può essere:
- Fissa sulla zona scelta;
- Mobile ovvero che possa scorrere sulla cute in aree abbastanza estese. Perché ciò possa avvenire occorre che la cute sia oliata con dell'olio di sesamo o di cocco o d'oliva. Questa tecnica viene utilizzata per la soluzione delle sindromi ansioso-depressive e la coppetta viene applicata sul dorso nella sede dei punti della catena esterna della parte dorsale del meridiano di Vescica, dove vi sono i punti ad azione psichica.

Una volta applicata, la coppetta viene fatta scorrere sui punti in modo che possa essere dispersa l'energia stagnante li residente. Essendo una tecnica molto disperdente, il paziente, al termine del trattamento, potrebbe avvertire una discreta spossatezza.
Solitamente la coppetta viene fatta scorrere a partire dal punto BL 42 Pohu per terminare la corsa al punto BL 52 Zhishi.
Per effettuare una corretta Coppettazione occorre:
- una perfetta rasatura della cute nella zona prescelta;
- evitare di scottare il paziente;
- evitare un'eccessiva intensità del risucchio dell'aria per evitare la formazione di fastidiose ecchimosi. A questo proposito se si verificasse un'aspirazione eccessiva, la si può moderare avvicinando il dito indice al bordo della coppetta a contatto con la cute, praticando una pressione in modo che, attraverso una piccola fessura, penetri dell'aria che andrà a moderare la bassa pressione all'interno della coppetta. Naturalmente la pressione dovrà essere molto controllata altrimenti penetrerà troppa aria e si perderà completamente il l'effetto aspirante. La prima tecnica è quella maggiormente utilizzata, mentre quella che prevede il movimento viene impiegata nelle sindromi ansioso-depressive gravi. Le coppette, in questo caso, vengono applicate sui punti della branca esterna del Meridiano di Vescica, dove risiedono i punti ad azione psichica.

La tecnica dello scorrimento si rivela particolarmente efficace anche nel trattamento della cellulite. L'effetto ventosa che si ottiene, infatti, ha il potere di rimuovere i ristagni di liquidi e tossine, di riattivare la circolazione sanguigna e di ridare una salutare energia vitale a tutto l'organismo. La trazione del muscolo, inoltre, assicura un'efficace azione di rimodellamento del corpo.

### Coppettazione bagnata
La coppettazione bagnata conosciuta come Al-Hijamah o sanguinamento medicinale. I primi usi di questa tecnica sono documentati negli insegnamenti del Profeta Maometto. Secondo Muhammad al-Bukhari, Muslim ibn al-Hajjaj e Ahmad ibn Hanbal, Maometto ha approvato il trattamento Hijama.
Un certo numero di ʾaḥādīth sostengono e raccomandano e l'uso della terapia da Maometto. La pratica della coppettazione è sopravvissuta nei paesi musulmani. Ad oggi, la coppettazione bagnata è un rimedio popolare praticato in molte parti del mondo musulmano.
Alternativamente, un leggero risucchio è creato usando un vasetto e una pompa (o risucchio caldo) su l'area selezionata e lasciato in posizione per tre minuti. Il vasetto è poi rimosso e delle piccole incisioni superficiali vengono fatti utilizzando un bisturi di coppettazione. Un secondo risucchio è fatto per fare uscire una piccola quantità di sangue.
Nella Finlandia, la coppettazione bagnata è praticata tradizionalmente nelle saune dal XVesimo secolo. I vasetti usati erano fatti di corni bovini con un meccanismo che creava un vuoto parziale, evacuando dell'aria dall'interno. La coppettazione è ancora praticata in Finlandia come medicina alternativa.

## La coppettazione e la medicina tradizionale cinese
Secondo la medicina tradizionale cinese la coppettazione è un metodo per creare il vuoto sulla pelle del paziente per disperdere sangue e linfa stagnanti e così migliorare il flusso del ki, trattare le malattie respiratorie come ad esempio, il raffreddore comune, la polmonite e la bronchite. La coppettazione è usata anche sulla schiena, sul collo e altre condizioni dell'apparato locomotore. I sostenitori della tecnica dicono che ha ulteriori applicazioni. La coppettazione è sconsigliata sulle zone interessate da ulcere della pelle, nelle zone addominali o sacrali delle donne in gravidanza.

## Storia

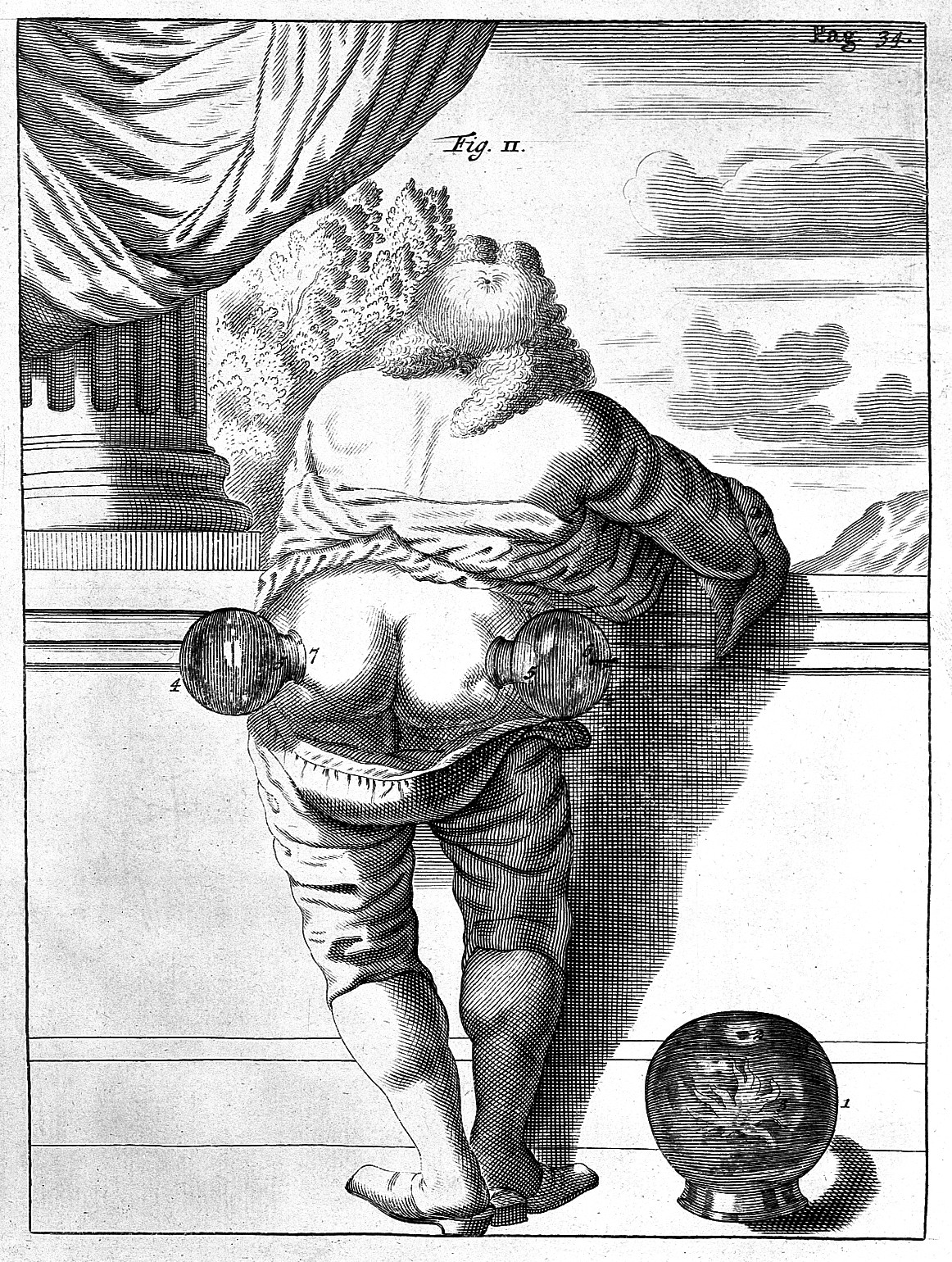
Un esempio da un testo di medicina "Exercitationes practicae" pubblicato nel 1694 mostra un uomo sottoposto a coppettazione sulle natiche.

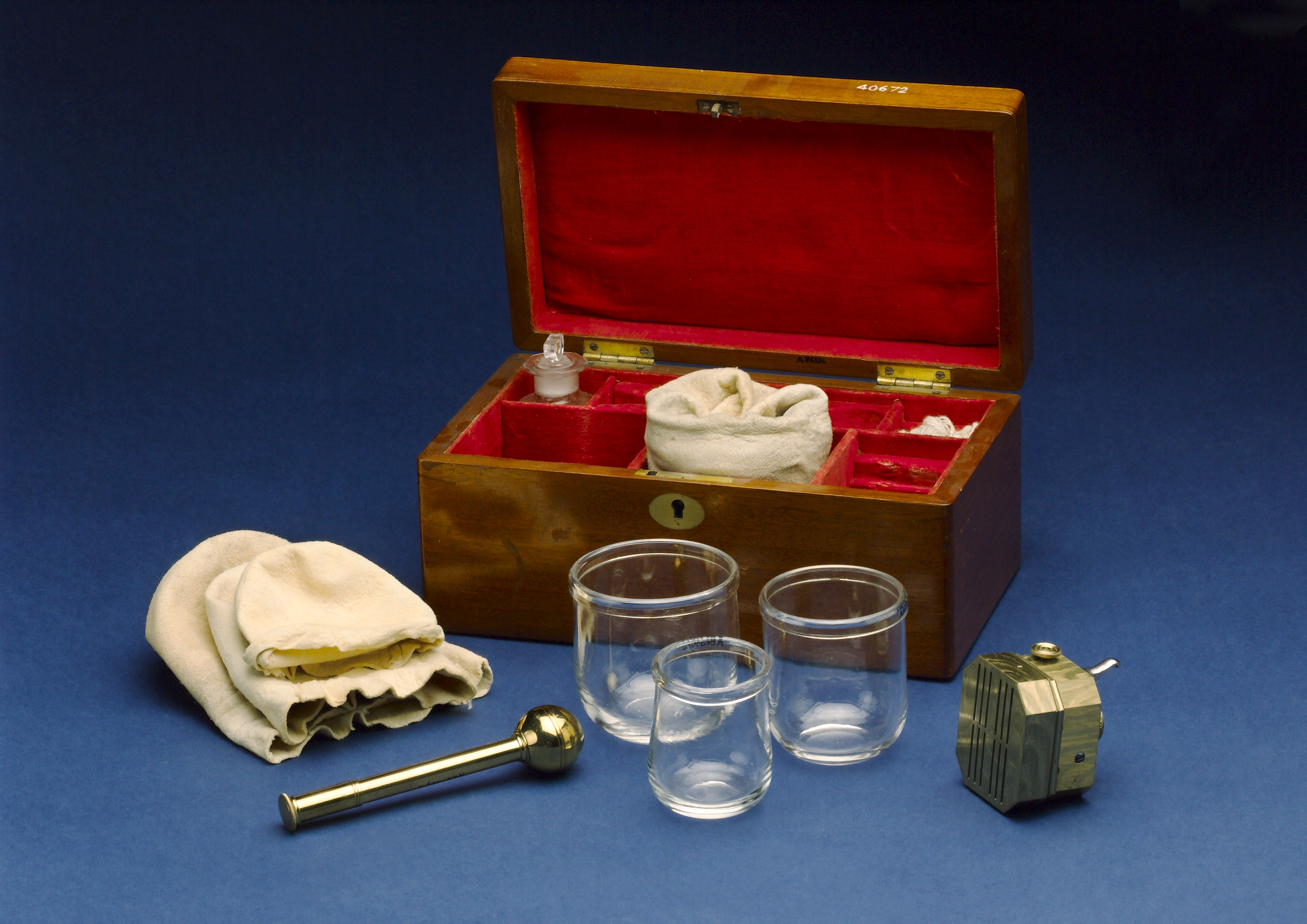
Set di coppettazione Inghilterra, 1860–1875.

Ci sono delle indicazioni che fanno pensare che la coppettazione era praticata dal 3000 a.C.. Il Papiro Ebers, scritto nel 1550 a.C. è uno dei testi medici più antichi nell'occidente, descrive l'uso della coppettazione dagli egiziani, e cita pratiche simili applicati dai popoli del Sahara. Nell'antica Grecia, Ippocrate (c. 400 a.C.) usava la coppettazione nel trattamento di malattie interne e problemi strutturali. Il metodo era altamente raccomandato dal profeta Maometto e così uno scienziato musulmano conosciuto ha elaborato e sviluppato ulteriormente il metodo. Successivamente, questo metodo nelle sue forme molteplici si è diffuso nella medicina asiatica ed europea. In Cina, l'uso della coppettazione è documentata dal famoso alchimista e erborista Taoista, Ge Hong (281-341 a.D.) Il libro di Maimonide sulla saluta menziona la coppettazione e era usata nella comunità ebrea dell'est Europa. La coppettazione viene descritta in un saggio di George Orwell How the Poor Die (Come muoiono i poveri), sorpreso dall'uso della coppettazione in un ospedale di Parigi: